# 莫斯科歌劇院脅持事件
莫斯科歌劇院脅持事件是於2002年10月在俄羅斯莫斯科東南區發生，10月23日逾40名车臣共和国綁匪闖入莫斯科軸承廠文化宮大樓劇院（House of Culture (DK) of State Ball-Bearing Plant），脅持逾850名人質，要求俄羅斯軍隊撤出车臣共和國。10月27日，俄羅斯聯邦軍警及阿爾法小組以芬太尼麻醉表演廳內所有人後強攻進入，击毙39名恐怖分子，其余逃离或被擒获。多數人质获救，但是至少129名人质因為吸入芬太尼而产生的不良反应而死亡。

## 善后
俄罗斯政府向每个遇难者家属支付了10万卢布（约3,150美元），幸存者则获得5万卢布。有38位幸存者向莫斯科市政府提起诉讼，索赔额约合3,920万美元。
2002年12月24日，莫斯科一家法庭举行听证会，开始审理数十名莫斯科人质危机幸存者向莫斯科市政府索赔一案。美联社报道说，原告索赔金额总计接近4000万美元，数额之高在俄罗斯闻所未闻。
在负责审理此案的特韦尔斯科伊区法院，状告莫斯科市政当局的38名幸存者的律师伊戈尔·特鲁诺夫说，他的当事人包括在人质危机中被劫为人质者和受伤者，他们提出的索赔金额约合3920万美元。
特鲁诺夫说，这些幸存者向莫斯科市政府提出如此巨额的索赔有法可依。俄罗斯的反恐怖法律规定，恐怖袭击发生地区的地方行政当局应该负责赔偿受害者的精神和物质损失。除此之外，这名律师表示，平均每人约合100万美元的赔偿金额也是有先例的：莫斯科一家法院今年2月曾判处一家报纸诽谤一名法官罪名成立，赔偿金额约合100万美元。

## 相关作品
2020年电影开场剧情便是基于此事件。